# Zębowice (stacja kolejowa)
Zębowice – nieczynny przystanek osobowy w miejscowości Zębowice, w województwie opolskim, w powiecie oleskim, w gminie Zębowice, w Polsce.